# Otto Johannes Bähr

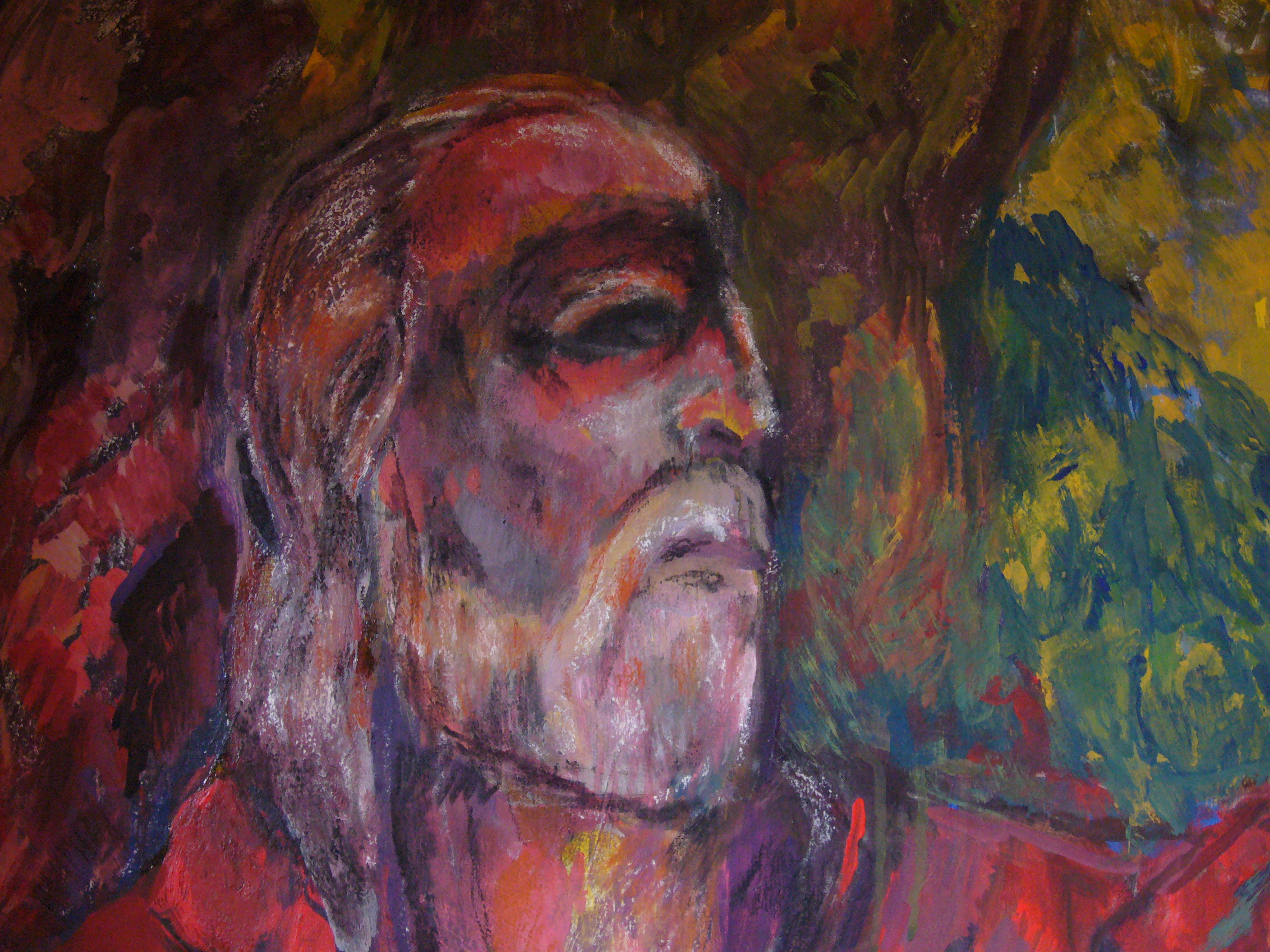
Selbstbildnis (Ausschnitt), 2006, Plakafarbe

Otto Johannes Bähr (* 6. Juli 1919 in Bamberg; † 8. November 2008 in München) war ein deutscher Maler. Er war Mitglied des Berufsverbandes Bildender Künstler, München, des Vereins für Original-Radierung München e. V., des Haimhauser Kulturkreises sowie verschiedener nationaler und internationaler Vereine für christliche Kunst.

## Leben
Otto Johannes Bähr studierte von 1946 bis 1950 an der Akademie der bildenden Künste München Kunstgeschichte und Philosophie. Besonders prägend waren für ihn Adolf Schinnerer, Willi Geiger, Emil Preetorius und Anton Marxmüller. Die Ausbildung in plastischer Anatomie erfolgte bei Siegfried Mollier. Sein Stil orientierte sich in den ersten Jahren am Spätimpressionismus, insbesondere aber an Paul Cézanne und Vincent van Gogh. In der Proportionalität seiner Aktdarstellungen ist der Einfluss der von Leonardo da Vinci entwickelten Konstruktionsprinzipien bis heute unübersehbar.
- 1948: Akademiepreis für Radierung
- 1948: Staatsexamen für Kunsterziehung an höheren Schulen
- 1948–1950: Meisterschüler von Adolf Schinnerer in Ottershausen. Hier auch intensive Arbeiten in der Amperlandschaft rund um Dachau. Kontakte zu der sich langsam auflösenden Künstlerkolonie Dachau.
- 1951–1981: Lehrtätigkeit als Studienrat und später als Studiendirektor am Max-Planck-Gymnasium in München.

Otto Johannes Bähr lebte und arbeitete in München-Pasing.
Seine Skulpturen und Malereien sind in öffentlichen und privaten Sammlungen vertreten, beispielsweise in der Städtischen Galerie im Lenbachhaus und in der Staatlichen Graphischen Sammlung München.

## Ölmalerei

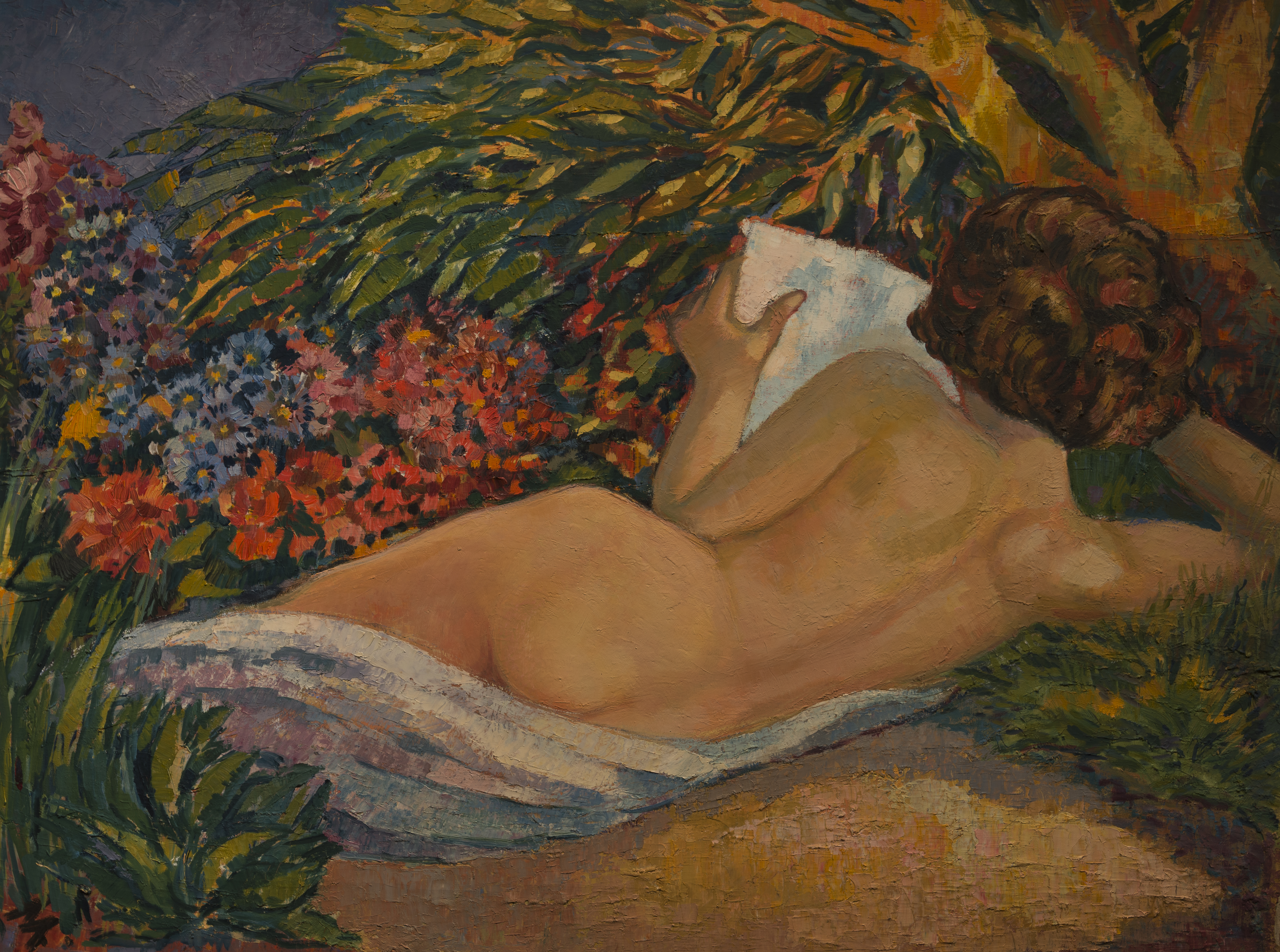
Lesende im Garten, 1962, Ölmalerei
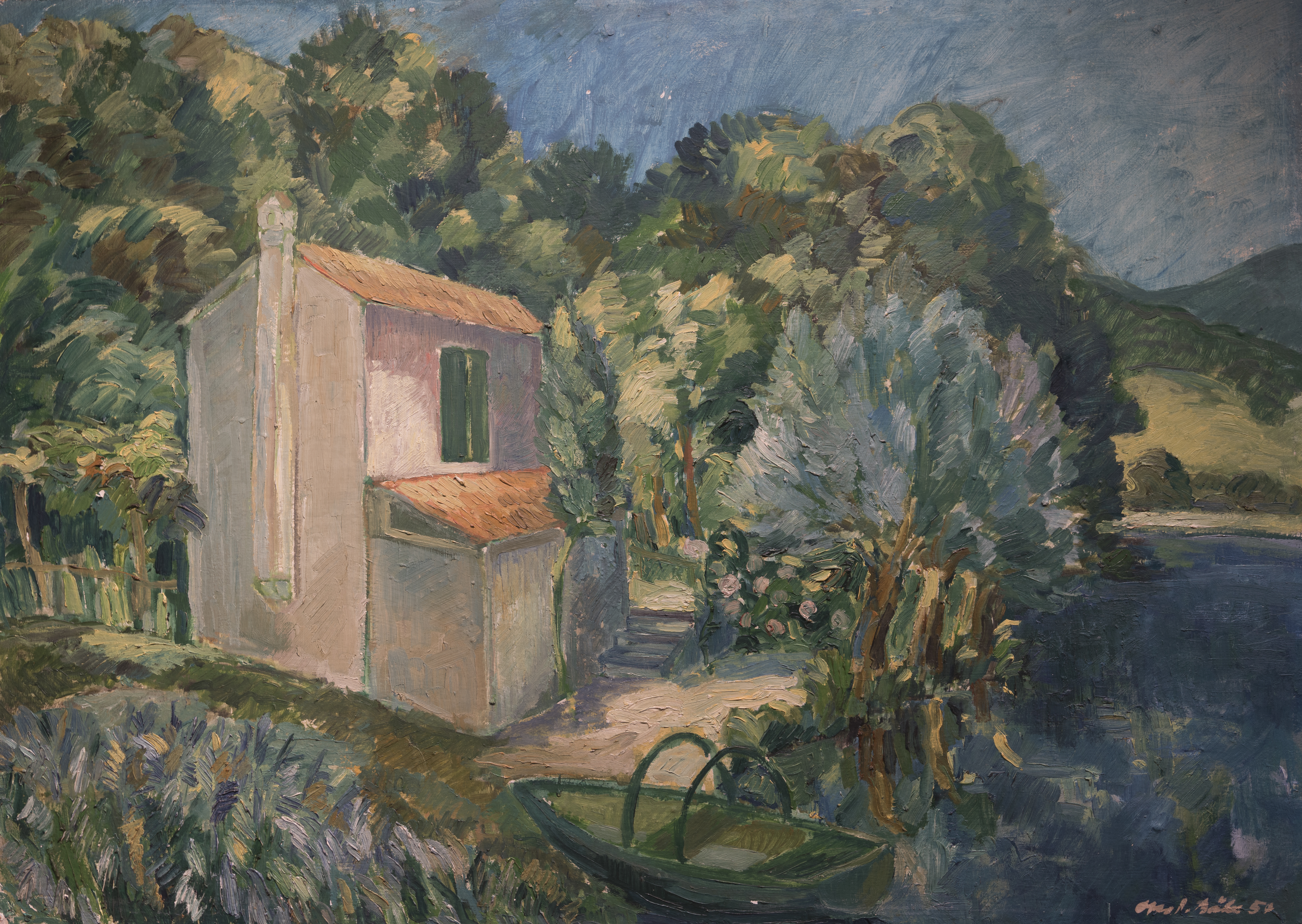
Haus am Comersee, 1968, Ölmalerei
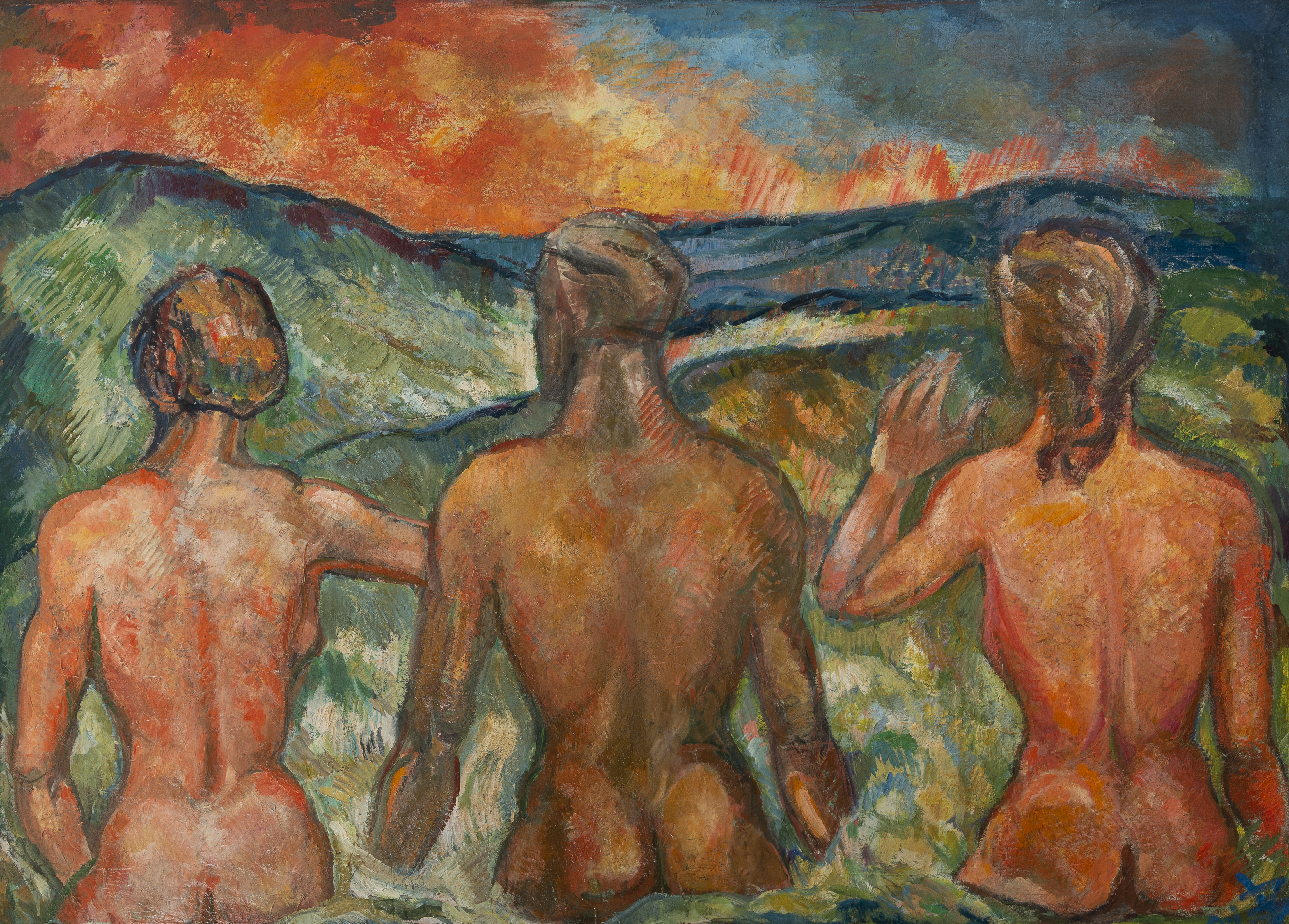
„Panta rhei – Die grosse Woge“, 2001, Ölmalerei und Mischtechnik

## Radierungen

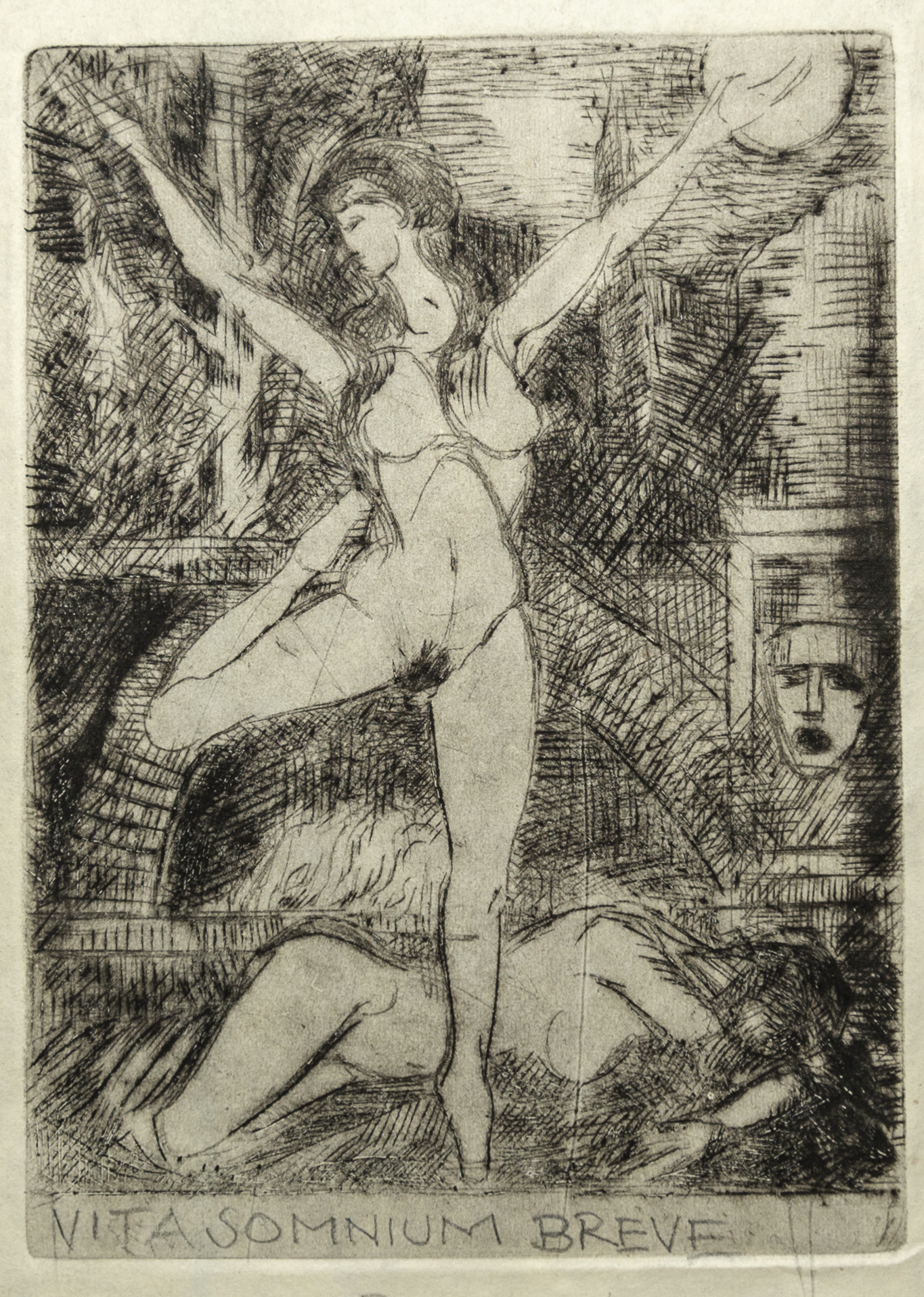
„Vita Somnium Breve – Das Leben ein kurzer Traum“, 1988, Kaltnadelradierung
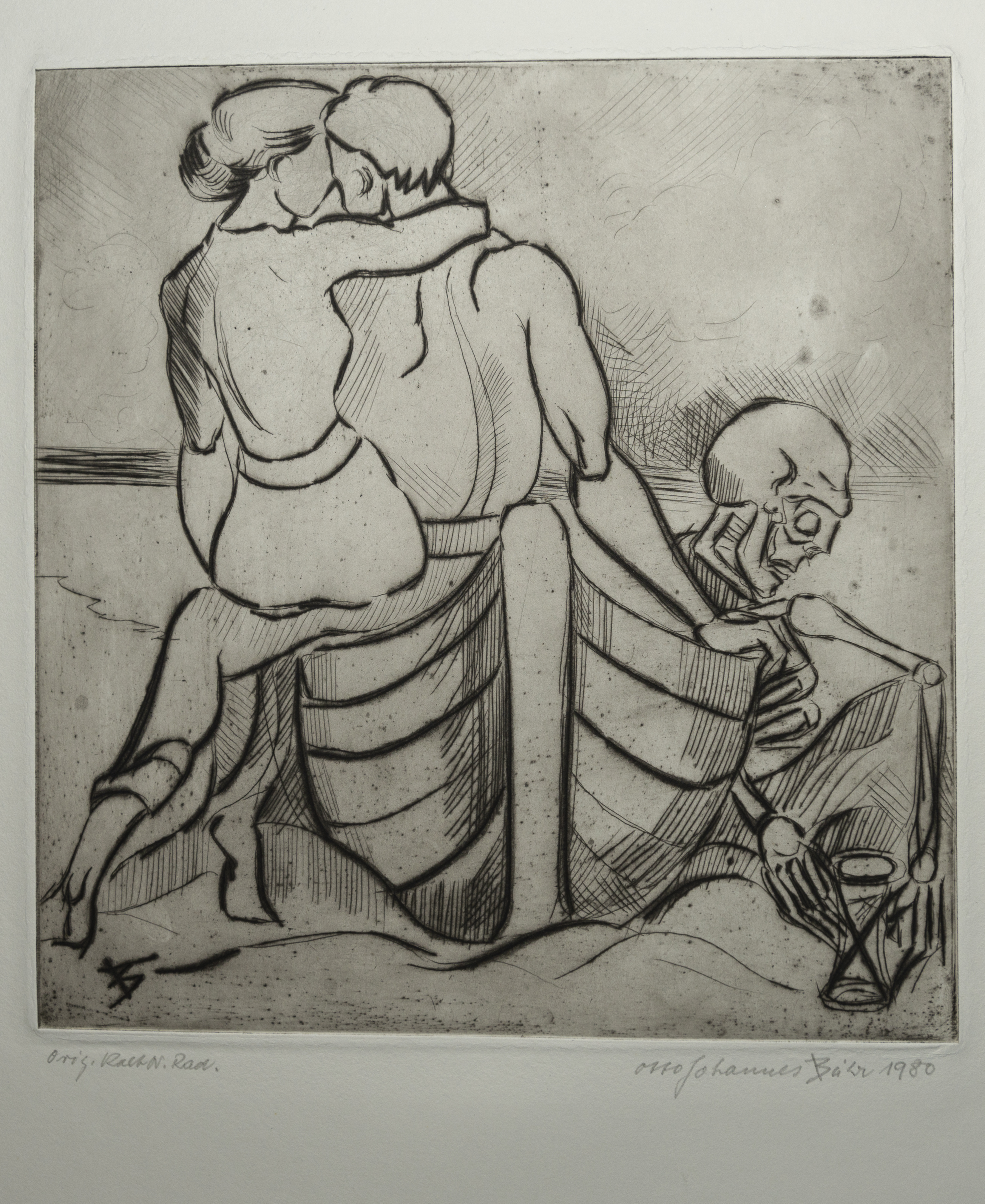
„Die Liebenden und der Tod“, 1980, Kaltnadelradierung
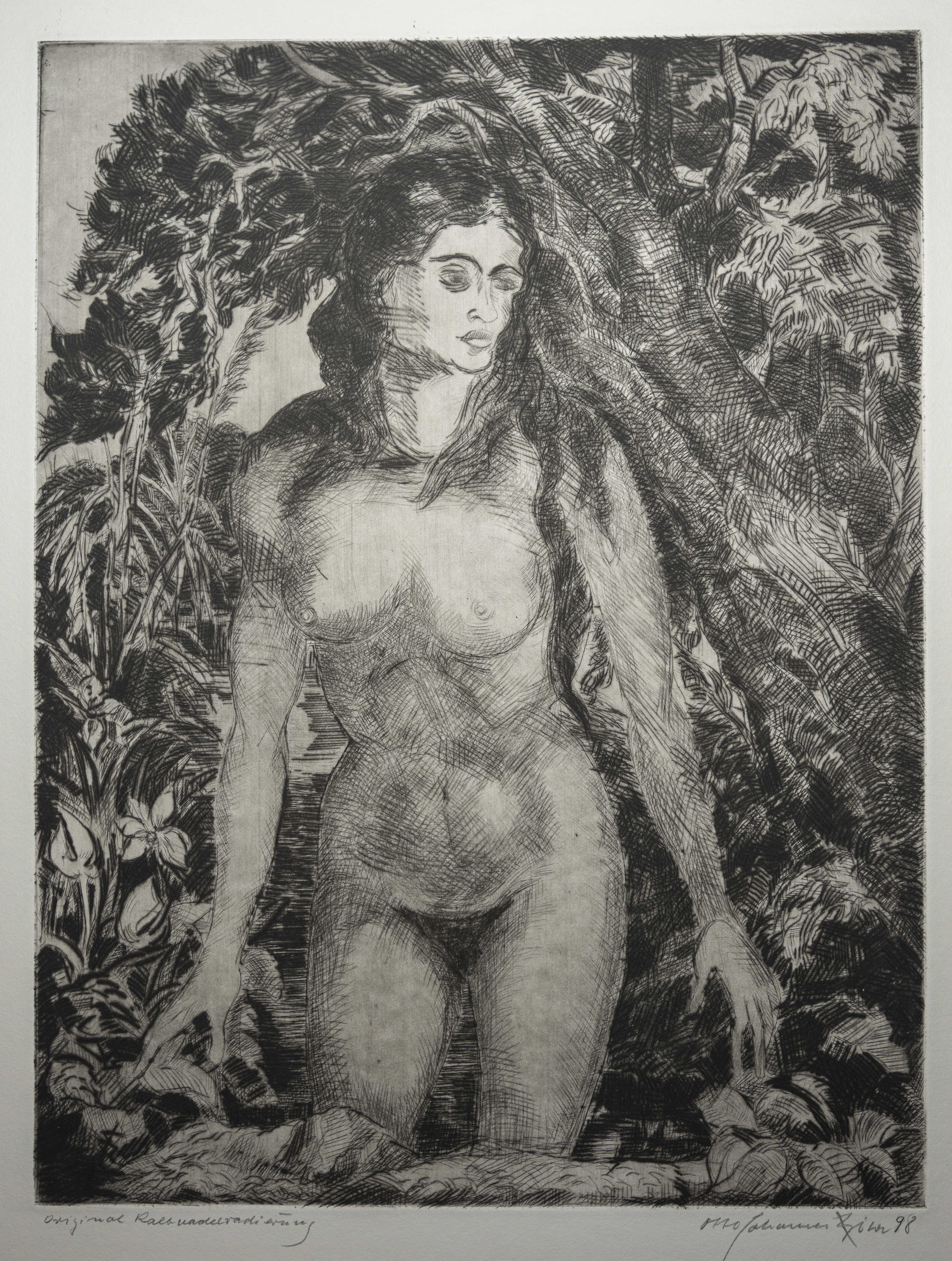
„Das Bad in der Amper – Schönheit des Lebens“, 1998, Kaltnadelradierung

## Wichtige Ausstellungen
- 1948: Radierungen, Städtische Galerie im Lenbachhaus, München
- 1981: Kunst und Künstler in Dachau und im Amperland 1890–1930, Schloss Haimhausen
- 1982: Aquarelle, Radierungen, Graphiken, Ölbilder, Kunststudio Galster/Mohr/Sieber, München
- 1982: 90 Jahre Verein für Original-Radierung München e. V., Rathaushalle, München

## Veröffentlichungen und Besprechungen
- Ottilie Thiemann-Stoedtner: Dachauer Maler – Der Künstlerort Dachau von 1801–1946. Verlagsanstalt Bayerland, Dachau 1981, ISBN 3-922394-02-7.
- August Rettenbacher: Die Petruslegenden. Mit Abbildungen von Otto Johannes Bähr. Tauriska, 1994.
- Galerie Bernd Dürr: Kunst und Künstler in Dachau und im Amperland 1890–1930. Katalog zur Ausstellung im Schloss Haimhausen bei München, 1981.
- La Revue Moderne Illustree des Artes et de la Vie. Paris.
- Ausstellungsbesprechungen von Germain Dezeau (27. Januar 1956) und P. Gayot (31. März 1965).
- Ausstellungsbesprechung der Haimhauser Ausstellung durch Müller-Mehlis. (Münchner Merkur vom 7. Januar 1982)

| Personendaten    | Personendaten       |
| ---------------- | ------------------- |
| NAME             | Bähr, Otto Johannes |
| KURZBESCHREIBUNG | deutscher Maler     |
| GEBURTSDATUM     | 6. Juli 1919        |
| GEBURTSORT       | Bamberg             |
| STERBEDATUM      | 8. November 2008    |
| STERBEORT        | München             |